# Cristina Bucșa
Cristina Bucșa (n. 1 ianuarie 1998, Chișinău, Republica Moldova) este o jucătoare de tenis spaniolă de origine din Republica Moldova. Cea mai bună clasare a sa la simplu este locul 56 mondial, în ianuarie 2024, iar la dublu locul 19 mondial, în iunie 2024. A câștigat șase titluri WTA la dublu.